# Milly-la-Forêt
Milly-la-Forêt là một xã ở tỉnh Essonne thuộc vùng Île-de-France miền bắc nước Pháp.